# Musée International Avimadjessi d'Ahozon
Le Musée International Avimadjessi d'Ahozon est un musée béninois, situé dans la commune de Ouidah.
Il ouvre ses portes en septembre 2012.

## Histoire
Le Musée International Avimadjessi d'Ahozon est promu par Denis Avimadjessi, ancien conseiller à l’Ambassade du Bénin en Belgique. Il a été officiellement inauguré le 17 septembre 2012.   
Située sur la route de Ouidah, ce musée, espace de collecte, de conservation et d’exposition d’objets du patrimoine culturel mondial compte des pièces originales de tous les continents. Denis Avimadjessi explique : 

« C’est une exposition permanente d’œuvres de culture, de la nature, etc pour l’éducation. On ne fait pas un musée à titre lucratif. c’est une œuvre sociale (...) La philosophie de ce musée, c’est de faire en sorte que les enfants des pauvres qui n’ont pas les moyens de prendre l’avion puisse trouver ici chez nous au Bénin toutes sortes de pièces venues du monde entier »

Quatre ans après son ouverture, le musée brade ses pièces en 2016 en vue de fermer définitivement ses portes faute de moyens pour sa survie .

## Collections
Le Musée International Avimadjessi d'Ahozon compte plus de trois mille deux cent quatre-vingt trois (3283) objets qui y sont exposés quotidiennement. Il abrite des pièces d’art ancien, contemporain, insolite, érotique, ethnique; des pièces historiques ; des outils et appareils anciens ; des animaux empaillés ; des tableaux...  
Les objets sont de toutes catégories et proviennent des quatre coins du monde. 
| Jours            | Heure         |
| ---------------- | ------------- |
| Mardi – Dimanche | 09h00 – 17h00 |